# Khamsé
Le Khamsé (en persan : خمسه) ou Pandj Gandj (en persan : پنج گنج, signifiant « les cinq joyaux »),  désigne les cinq poèmes écrits par Nizami, s’inspirant de l’histoire de la Perse ou de légendes populaires : 
1. Le Trésor des mystères (en persan : مخزن‌الاسرار / Makhzan-ol-Asrâr ; 1165) ;
2. Khosrow et Chirine (en persan : خسرو و شیرین / Khosrow o Chirine ; 1180) ;
3. Leïli et Madjnoun (en persan : لیلی و مجنون / Leïli o Madjnoun ; 1188) ;
4. Les Sept Beautés (en persan : هفت‌پیکر / Haft-Peïkar, aussi traduit par « Les Sept Figures [de beauté] », « Les Sept Idoles » ou « Les Sept Portraits ») ou le Livre de Bahram (en persan : بهرام‌نامه / Bahrâm-Nâmé; 1191) ;
5. le Livre d'Alexandre (en persan : اسکندرنامه / Eskandar-Nâmé ; 1198).

Ce texte est écrit en vers de forme masnavi (couplets ou distiques).
Au cours des siècles  suivants, le Khamsé a été recopié dans des manuscrits somptueux illustrés de miniatures. 
Le premier poème, Le Trésor des mystères, a été influencé par un poème d'inspiration soufie de Sanaï (1081-1141), intitulé Le Jardin de la vérité. 
Le fonds des poèmes Khosrow et Chirine, Les Sept Beautés et le Livre d'Alexandre, traitent de sujets de chevalerie médiévale propres à l'Orient. 
Les poèmes Khosrow et Chirine, Bahram Gour, et Alexandre le Grand qui apparaissent dans des épisodes séparés du Livre des Rois de Ferdowsi, sont ici traités par Nizami au centre du sujet. Ce sont les héros principaux de trois de ses poèmes. 
Le poème Leïli et Madjnoun, quant à lui, puise sa source dans une légende arabe.